# Jaroslava Míšková
Jaroslava Míšková (14. června 1925 – ???) byla česká a československá politička Komunistické strany Československa a poúnorová poslankyně Národního shromáždění ČSR, Národního shromáždění ČSSR a Sněmovny lidu Federálního shromáždění.

## Biografie
Po volbách roku 1954 byla zvolena za KSČ do Národního shromáždění ve volebním obvodu Teplice-město-venkov. Mandát nabyla až dodatečně v červenci 1957 jako náhradnice poté, co rezignovala poslankyně Marie Petrová. Mandát obhájila ve volbách v roce 1960 (nyní již jako poslankyně Národního shromáždění ČSSR za Severočeský kraj) a volbách v roce 1964. V Národním shromáždění zasedala až do konce jeho funkčního období v roce 1968. 11. sjezd KSČ ji zvolil kandidátkou Ústředního výboru Komunistické strany Československa.
Po federalizaci Československa usedla roku 1969 za KSČ do Sněmovny lidu Federálního shromáždění (volební obvod Teplice venkov). V parlamentu setrvala do konce jeho funkčního období, tedy do voleb v roce 1971. K roku 1968 se profesně uvádí jako brusička kovů.